# Kárší
Kárší (Uzbecky: Қарши) je město v severním Uzbekistánu. Je hlavním městem Kaškadarjinského vilájetu. Kárší je důležité v těžbě zemního plynu a je známé také výrobou tkaných plochých koberců.

## Historie
Během dynastie Sheyban se město prudce rozrostlo (16. století). V 18. století to bylo druhé největší město Bucharského chanátu. Během těchto staletí byla postavena velká část velkolepých architektonických památek města. S úpadkem Šachrizabu v 18. století rostl význam Kárší a bylo sídlem korunního prince bucharského emirátu. Město mělo během této doby dvojitou sadu hradeb, 10 karavanserajů a 4 medresy. V roce 1868 Rusové anektovali údolí zeravšanských hřbetu a v roce 1873 byla v Kárší podepsána smlouva, která změnila Bucharu na ruský protektorát, k velkému zděšení emírova syna Abdula Malika, který se ve vzpouře vydal do kopců. Na počátku 70. let byla dokončena první část velkého projektu s cílem odvést vodu z řeky Amudarja v Turkmenistánu na východ do Uzbekistánu za účelem zavlažování země obklopující Kárší. Téměř všechny tyto zavlažované země kolem Kárší jsou osázeny bavlnou.